# Zut (album)
Pour les articles homonymes, voir Zut.
Albums de Nicole Rieu
La goutte d'eau Bonjour la fête !
Zut est le 5e album studio de Nicole Rieu. L'album est sorti en 1981 chez RCA Victor. Il est lancé simultanément en France et au Québec (RCA Victor, PL-37561).

## Liste des titres
| No  | Titre                   | Paroles                    | Musique                    | Durée |
| --- | ----------------------- | -------------------------- | -------------------------- | ----- |
| 1.  | Palmiers peints         | Simon Monceau              | Patrick Lemaître           | 3 :32 |
| 2.  | Le choix des larmes     | Simon Monceau              | Viviane Galo               | 2 :20 |
| 3.  | Station lunaire         | Nicole Rieu, Simon Monceau | Viviane Galo, Norbert Galo | 3 :23 |
| 4.  | Vient le vent           | Simon Monceau              | Serge Sala                 | 3 :30 |
| 5.  | Pas fleurie mais rangée | Nicole Rieu, Simon Monceau | Nicole Rieu                | 3 :35 |
| 6.  | T'es la star            | Nicole Rieu                | Patrick Lemaître           | 2 :58 |
| 7.  | Lavabo                  | Nicole Rieu, Simon Monceau | Nicole Rieu                | 4 :00 |
| 8.  | Tababar                 | Nicole Rieu                | Serge Sala                 | 2 :55 |
| 9.  | P'tit bout d'laine      | Nicole Rieu                | Patrick Lemaître           | 4 :15 |
| 10. | Zut                     | Simon Monceau              | Patrick Lemaître           | 3 :15 |

## Singles extraits de l'album
- Zut (octobre 1981)
- Lavabo (octobre 1981)

## Autres informations
- Réalisation : Norbert Galo, Éric Cossarieu
- Production : Simon Monceau pour RCA Victor
- Conception et mixage musical : Norbert Galo
- Prises de son : Éric Cossarieu
- Chœurs : Nicole Rieu, Serge Sala, Jean-Pierre Bluteau, Éric Duval, Viviane et Norbert Galo
- Photos : Bruno Ducourant